# جيف مكريش
جيف مكريش (بالإنجليزية: Geoff McCreesh)‏ مواليد 12 يونيو 1970 في هيرفوردشير، إنجلترا، هو ملاكم محترف بريطاني يصنف ضمن فئة وزن خفيف المتوسط.

## إحصائيات
خاض خلال مسيرته 31 نزالا، فاز في 27 ولم يتعادل وخسر في 8. فاز بالضربة القاضية في 9 نزالات.

## روابط خارجية
- جيف مكريش على موقع بوكس ريك (الإنجليزية) (registration required)